# Danh sách bài hát đứng đầu bảng xếp hạng Gaon Digital Chart năm 2016

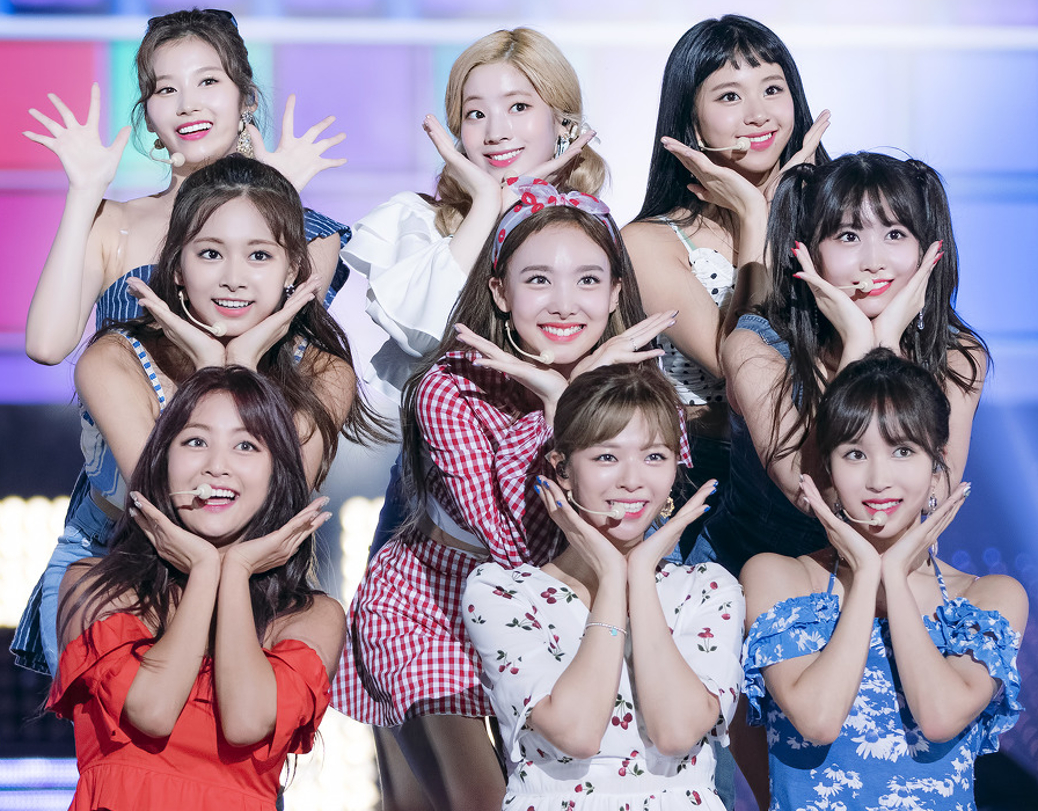
"Cheer Up" của Twice trở thành đĩa đơn thành công nhất trên bảng xếp hạng năm 2016. Đĩa đơn khác của nhóm "TT" giữ vững vị trí quán quân trong 4 tuần.

Gaon Digital Chart, thuộc Gaon Music Chart, là bảng xếp hạng các ca khúc có diễn biến về mặt thương mại tại Hàn Quốc. Dữ liệu được thu thập bởi Hiệp hội Nội dung Âm nhạc Hàn Quốc. Nó bao gồm các bảng xếp hạng hàng tuần (tính từ Chủ Nhật đến Thứ Bảy), hàng tháng và hàng năm. Dưới đây là danh sách các bài hát đứng đầu bảng xếp hạng hàng tuần và hàng tháng. Bảng xếp hạng Digital Chart xếp hạng các bài hát dựa vào diễn biến thương mại của chúng trên các bảng xếp hạng Gaon Download, Streaming và BGM.

## Bảng xếp hạng hàng tuần

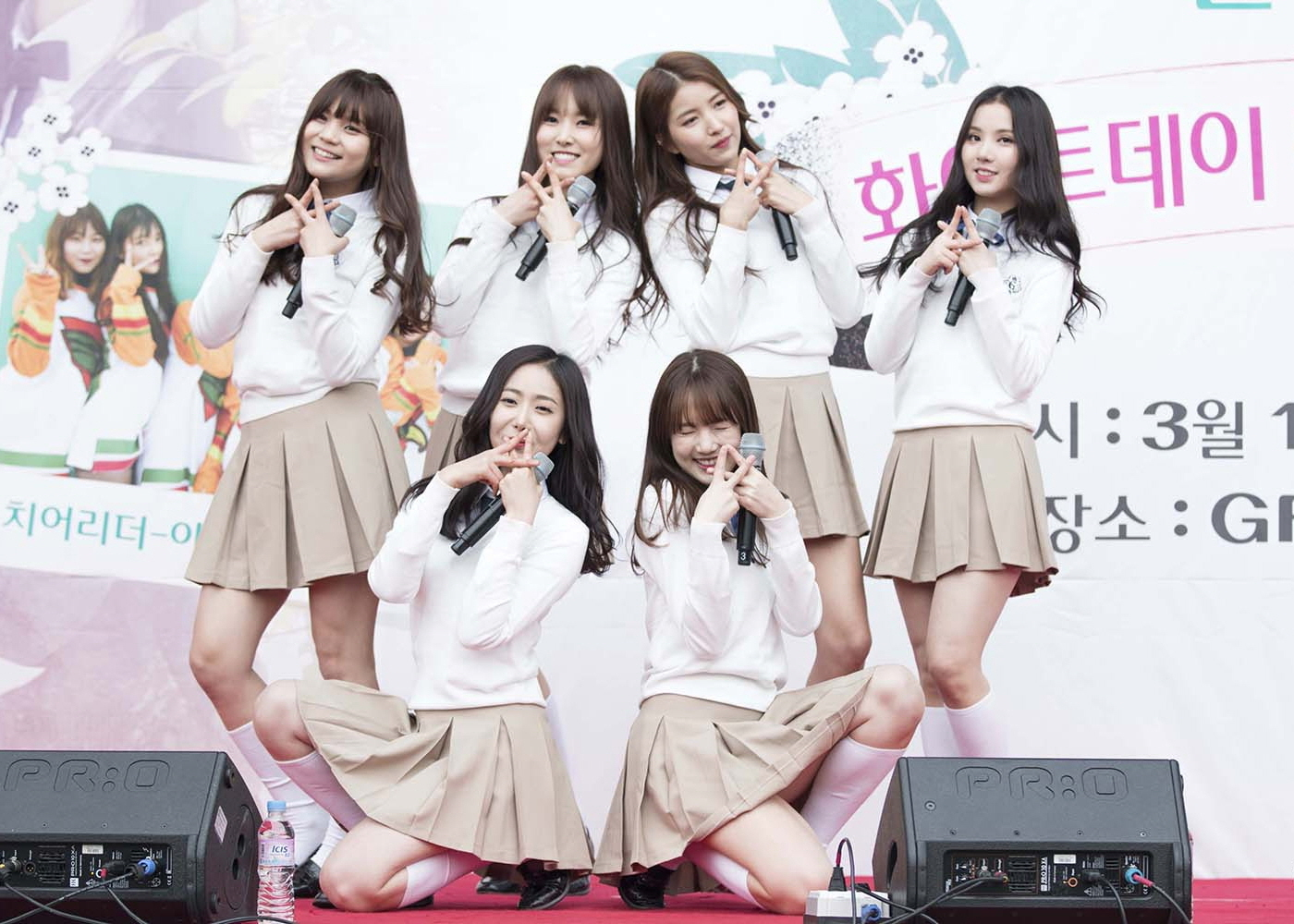
GFriend đạt được 2 đĩa đơn quán quân với "Rough" và "Navillera".

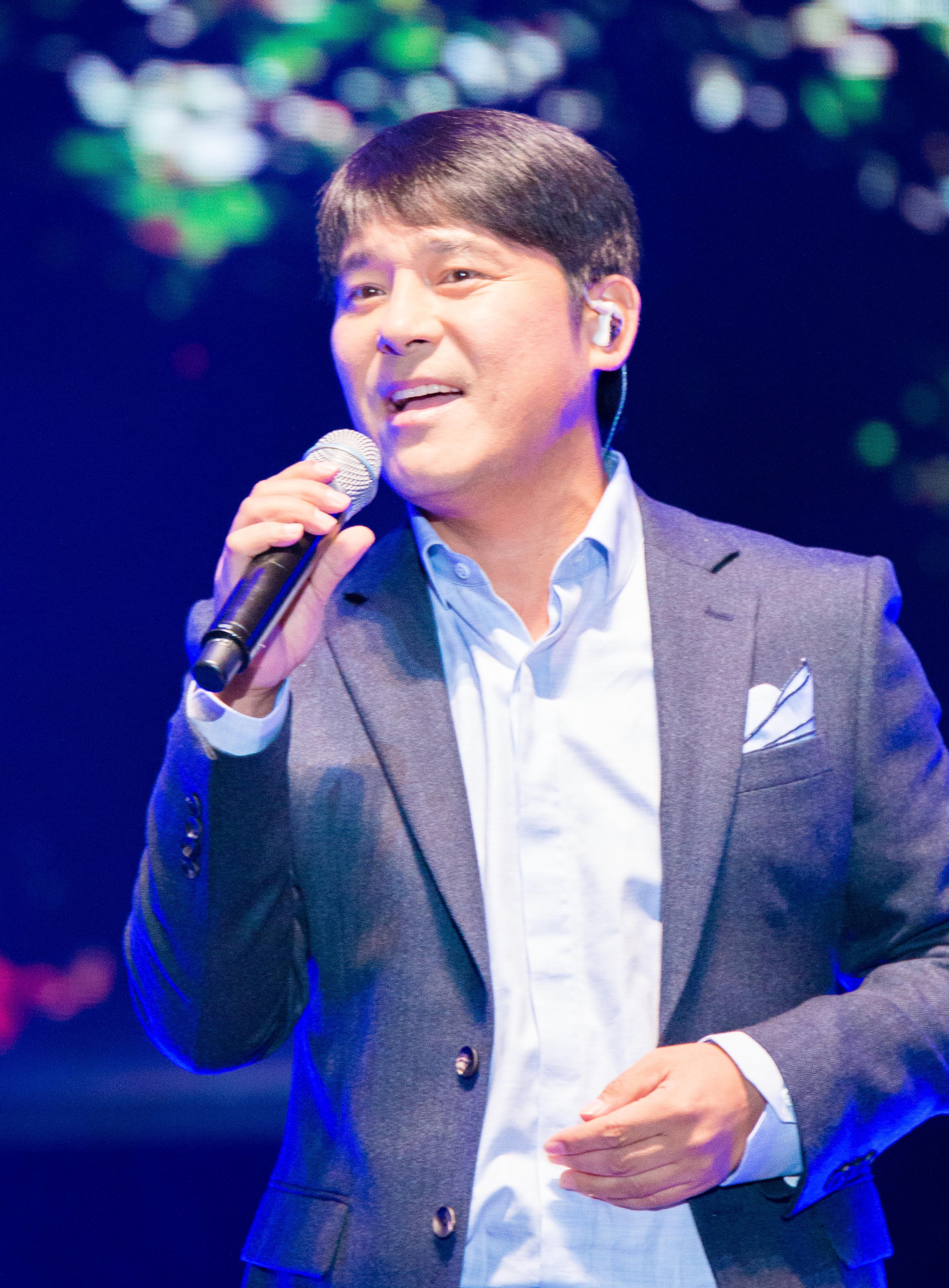
"The Love I Committed" của Im Chang-jung giữ vị trí quán quân trong ba tuần.

| Best-performing single of 2016 | Chỉ đĩa đơn có diễn biến thương mại tốt nhất năm 2016 |

| Ngày kết thúc tuần | Bài hát                                                              | Nghệ sĩ                          | Chú thích |
| ------------------ | -------------------------------------------------------------------- | -------------------------------- | --------- |
| January 2          | "Lonely Night" (또 하루)                                             | Gary featuring Gaeko             | [ 3 ]     |
| January 9          | "Dream"                                                              | Suzy and Baekhyun                | [ 4 ]     |
| January 16         | "Dream"                                                              | Suzy and Baekhyun                | [ 5 ]     |
| January 23         | "Dream"                                                              | Suzy and Baekhyun                | [ 6 ]     |
| January 30         | "I Am You, You Are Me" (너는 나 나는 너)                             | Zico                             | [ 7 ]     |
| February 6         | "Rain"                                                               | Taeyeon                          | [ 8 ]     |
| February 13        | "Rough" (시간을 달려서)                                              | GFriend                          | [ 9 ]     |
| February 20        | "Rough" (시간을 달려서)                                              | GFriend                          | [ 10 ]    |
| February 27        | "Everytime"                                                          | Chen and Punch                   | [ 11 ]    |
| March 5            | "You're the Best" (넌 is 뭔들)                                       | Mamamoo                          | [ 12 ]    |
| March 12           | "This Love" (이 사랑)                                                | Davichi                          | [ 13 ]    |
| March 19           | "Once Again" (다시 너를)                                             | Mad Clown featuring Kim Na-young | [ 14 ]    |
| March 26           | "Talk Love" (말해! 뭐해?)                                            | K.Will                           | [ 15 ]    |
| April 2            | "Fallen in Love (Only With You)" (사랑에 빠졌죠 (당신만이))          | Jang Beom-Jun                    | [ 16 ]    |
| April 9            | "What the spring??" (봄이 좋냐??)                                    | 10cm                             | [ 17 ]    |
| April 16           | "How Can I Love You"                                                 | Junsu                            | [ 18 ]    |
| April 23           | "Hopefully Sky" (하늘바라기)                                         | Jung Eun-ji featuring Hareem     | [ 19 ]    |
| Ngày 30 tháng 4    | "Cheer Up"                                                           | Twice                            | [ 20 ]    |
| May 7              | "Re-Bye"                                                             | Akdong Musician                  | [ 21 ]    |
| Ngày 14 tháng 5    | "Cheer Up"                                                           | Twice                            | [ 22 ]    |
| May 21             | "Cheer Up"                                                           | Twice                            | [ 23 ]    |
| May 28             | "so-so" (쏘쏘)                                                       | Baek A-yeon                      | [ 24 ]    |
| June 4             | "I Don't Love You" (널 사랑하지 않아)                                | Urban Zakapa                     | [ 25 ]    |
| June 11            | "Monster"                                                            | Exo                              | [ 26 ]    |
| June 18            | "Good"                                                               | Loco, Gray featuring ELO         | [ 27 ]    |
| June 25            | "I Like That"                                                        | Sistar                           | [ 28 ]    |
| July 2             | "Comfortable" (맘 편히)                                              | Simon Dominic, Gray & One        | [ 29 ]    |
| July 9             | "Why So Lonely"                                                      | Wonder Girls                     | [ 30 ]    |
| July 16            | "Navillera" (너 그리고 나)                                           | GFriend                          | [ 31 ]    |
| July 23            | "Navillera" (너 그리고 나)                                           | GFriend                          | [ 32 ]    |
| July 30            | "Why So Lonely"                                                      | Wonder Girls                     | [ 33 ]    |
| August 6           | "Summer Night You And I" (여름밤에 우린)                             | Standing Egg                     | [ 34 ]    |
| August 13          | "Whistle" (휘파람)                                                   | Blackpink                        | [ 35 ]    |
| August 20          | "Whistle" (휘파람)                                                   | Blackpink                        | [ 36 ]    |
| August 27          | "If You"                                                             | Ailee                            | [ 37 ]    |
| September 3        | "Making a New Ending for This Story" (이 소설의 끝을 다시 써보려 해) | Han Dong-geun                    | [ 38 ]    |
| September 10       | "The Love I Committed" (내가 저지른 사랑)                            | Im Chang-jung                    | [ 39 ]    |
| September 17       | "The Love I Committed" (내가 저지른 사랑)                            | Im Chang-jung                    | [ 40 ]    |
| September 24       | "The Love I Committed" (내가 저지른 사랑)                            | Im Chang-jung                    | [ 41 ]    |
| October 1          | "Breath" (숨)                                                        | Park Hyo Shin                    | [ 42 ]    |
| October 8          | "Three Words" (세 단어)                                              | Sechs Kies                       | [ 42 ]    |
| October 15         | "Blood Sweat & Tears" (피 땀 눈물)                                   | BTS                              | [ 43 ]    |
| October 22         | "Very Very Very" (너무너무너무)                                      | I.O.I                            | [ 44 ]    |
| Ngày 29 tháng 10   | "TT"                                                                 | Twice                            | [ 45 ]    |
| November 5         | "TT"                                                                 | Twice                            | [ 46 ]    |
| November 12        | "TT"                                                                 | Twice                            | [ 46 ]    |
| November 19        | "TT"                                                                 | Twice                            | [ 47 ]    |
| November 26        | "Sweet Dream" (나비잠)                                               | Heechul and Min Kyung-hoon       | [ 48 ]    |
| December 3         | "The Fool" (이 바보야)                                               | Jung Seung-hwan                  | [ 49 ]    |
| December 10        | "Star" (저 별)                                                       | Heize                            | [ 50 ]    |
| December 17        | "Fxxk It" (에라 모르겠다)                                            | Big Bang                         | [ 51 ]    |
| December 24        | "Fxxk It" (에라 모르겠다)                                            | Big Bang                         | [ 52 ]    |
| December 31        | "Fxxk It" (에라 모르겠다)                                            | Big Bang                         | [ 53 ]    |

## Bảng xếp hạng hàng tháng
| Tháng    | Bài hát                                   | Nghệ sĩ          | Chú thích |
| -------- | ----------------------------------------- | ---------------- | --------- |
| Tháng 1  | "Dream"                                   | Suzy và Baekhyun | [ 54 ]    |
| Tháng 2  | "Rough"                                   | GFriend          | [ 55 ]    |
| Tháng 3  | "This Love" (이 사랑)                     | Davichi          | [ 56 ]    |
| Tháng 4  | "What the spring??" (봄이 좋냐??)         | 10 cm            | [ 57 ]    |
| Tháng 5  | "Cheer Up"                                | Twice            | [ 58 ]    |
| Tháng 6  | "I Don't Love You" (널 사랑하지 않아)     | Urban Zakapa     | [ 59 ]    |
| Tháng 7  | "Why So Lonely"                           | Wonder Girls     | [ 60 ]    |
| Tháng 8  | "Whistle" (휘파람)                        | Blackpink        | [ 61 ]    |
| Tháng 9  | "The Love I Committed" (내가 저지른 사랑) | Im Chang-jung    | [ 62 ]    |
| Tháng 10 | "Three Words" (세 단어)                   | Sechs Kies       | [ 63 ]    |
| Tháng 11 | "TT"                                      | Twice            | [ 64 ]    |
| Tháng 12 | "Fxxk It" (에라 모르겠다)                 | Big Bang         | [ 65 ]    |